# 牡丹江站
牡丹江站位于中国黑龙江省牡丹江市西安区，经过铁路有滨绥铁路、图佳铁路、哈牡客运专线和牡佳客运专线，距绥芬河站193公里，距哈尔滨站355公里，由中国铁路哈尔滨局集团有限公司管辖，为特等站。

## 历史
原牡丹江站随东清铁路建于1901年，位于今牡丹江工人文化宫附近，系五等站。1934年牡图铁路设宁北站，1935年7月1日牡图线正式营业后，宁北站改称牡丹江站，原滨绥线牡丹江站更名南牡丹江站。为方便滨绥、牡图、牡佳铁路的客货运输，满洲国国有铁道牡丹江铁道局于1937年6月16日废弃南牡丹江站，牡丹江站成为牡丹江铁路枢纽的主要车站：其中东运转场设14股道，除办理旅客列车到发外，还办理部分直通货物列车的到发；西运转场编发线与走行线30股，承担滨绥、牡佳、牡图线的货物列车的到发、编组与解体，小运转摘挂和货物列车的编发。
1959年铁道部和牡局制订牡丹江枢纽技术改造方案，计划按二级四场修建。1960年10月因缩短基本建设战线停建，仅完成部分项目。1986年开始，重新展开牡丹江铁路枢纽工程工程包含站场、机务段、车辆段及地区生产、生活房屋的改造、扩建和新建：其中客场配合编组场进路改造两端咽喉，同时新建旅客地道、天桥和站舍；编组场在既有横列式基础上向西扩建改，原黄花站纳入编组场范围；另改建集装箱场、粗杂品货场1处。建设于1986年5月陆续开工，至1991年基本完成。
作为哈牡客运专线工程的一部分，牡丹江站于2016年开始改造工程。主要项目包括火车站新站房（含高架候车室）、站场改造、太平路下穿和虹云桥改造等四大工程。2018年12月25日，新牡丹江站随哈牡客运专线通车而投入运营，本站开始接发动车组列车。2020年，牡丹江站北侧站房暨综合交通枢纽主体结构开工，2023年7月15日投入使用。

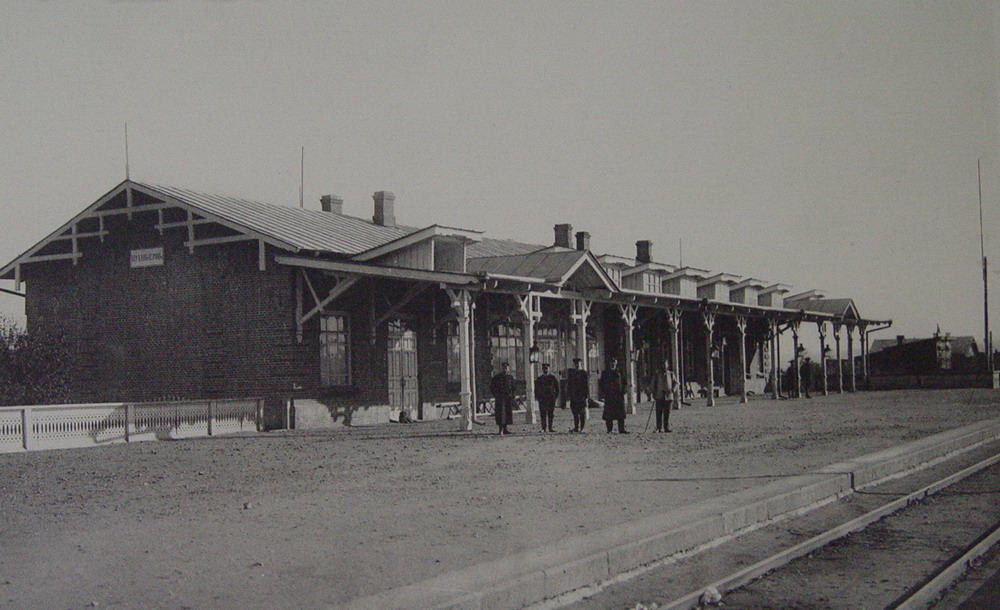
1900年代东清铁路车站
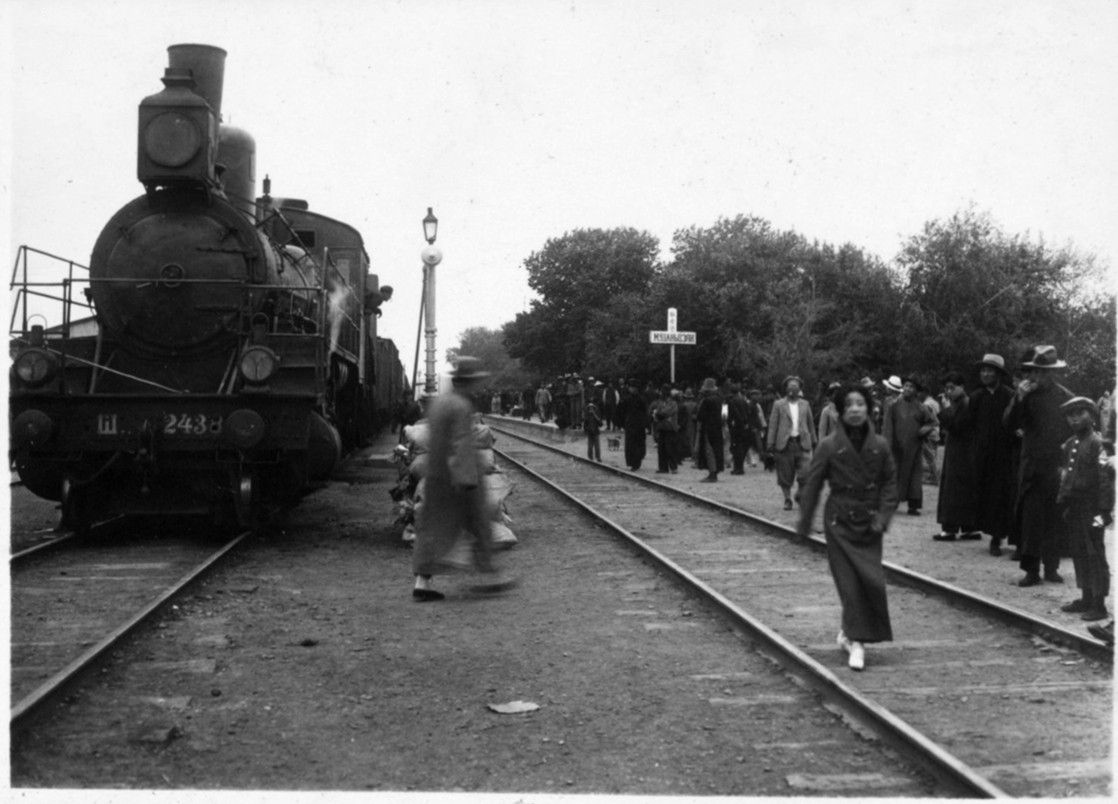
1930年代牡丹江站
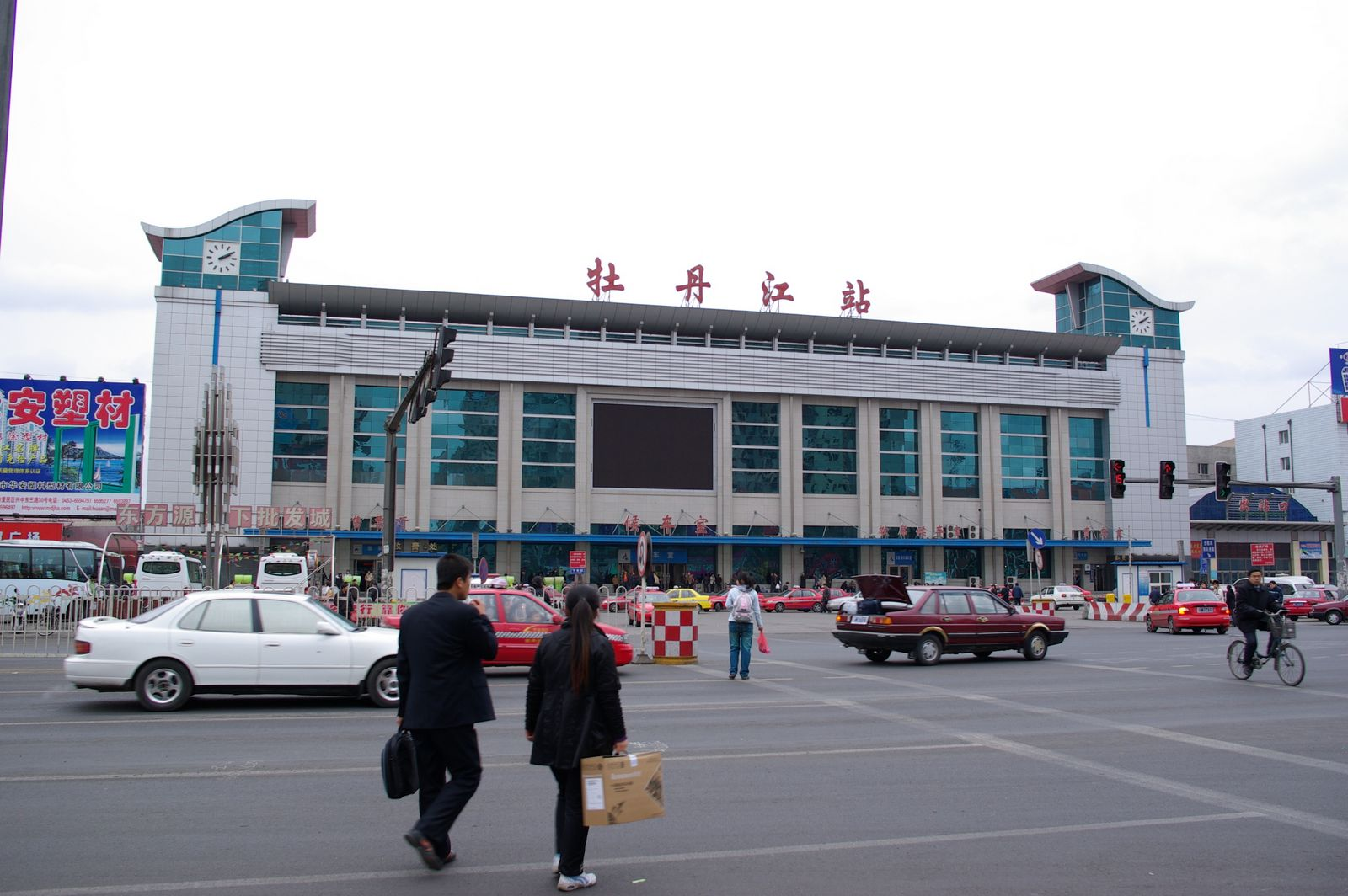
旧南站房（2008年）
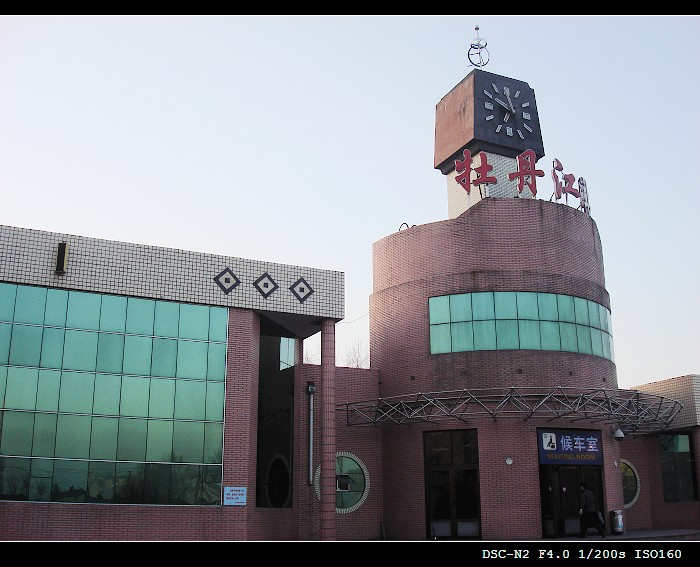
旧北站房（2006年）

## 车站结构
牡丹江站是牡丹江铁路枢纽唯一的技术作业车站，富江场、客运车场（又称东场）和货运车场（又称为中、西场）纵列布置。机务段和车辆段位于客运车场西侧，南侧为下行调车场以北，北侧被滨绥、图佳客车外包线，以及哈牡客运专线正线包围。

### 客运车场

#### 站房

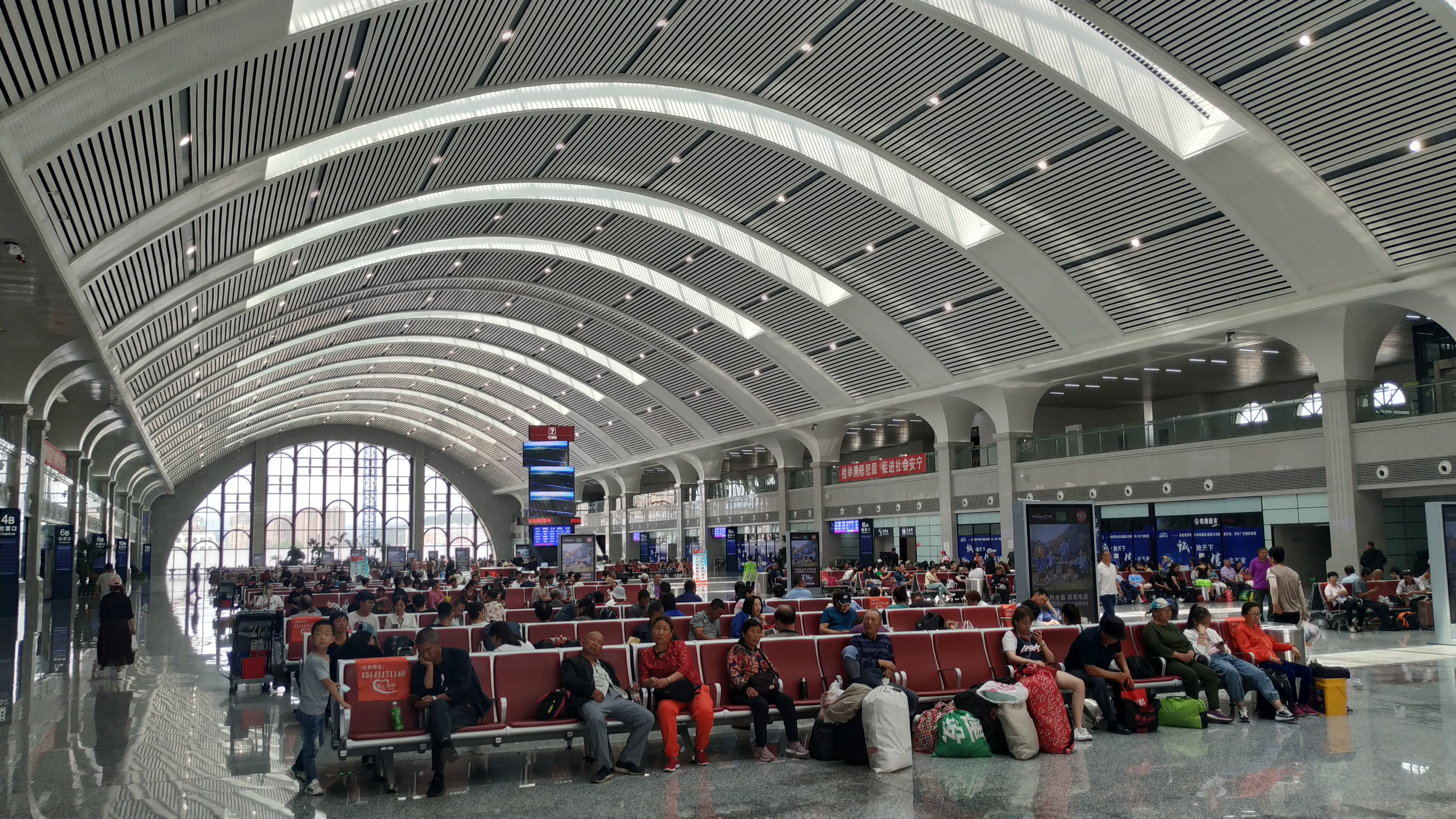
车站高架候车室

牡丹江站由高架站房和南北两个侧式站房组成，总面积近4万平方米，可同时容纳4000人候车。站内设有检票口、自动扶梯及自助售票机等一系列服务设施。
牡丹江站南站房全长173.1米、宽39.6米、主体高36米，总建筑面积约2.9万平方米，主体结构为框架结构，屋面结构为球面网架结构。车站外部设计将国际化与本土文化融合，借鉴中东铁路建筑造型特点，采用牡丹花轮廓与形态；折线造型灵感来自横道河子机车库，融入牡丹江地区遗存的唐代渤海国时期的文化元素，强化了两个醒狮形塔柱的装饰效果和内涵。
北站房面积18928平方米。外立面和南站房类似：提取牡丹花造型，并融合欧式建筑风格。
为纪念牡丹江站的变迁，站内停放着两列退役蒸汽机车，分别是先行号（上游型蒸汽机车）和牡丹江号（C28型森林窄轨蒸汽机车）。

#### 站台

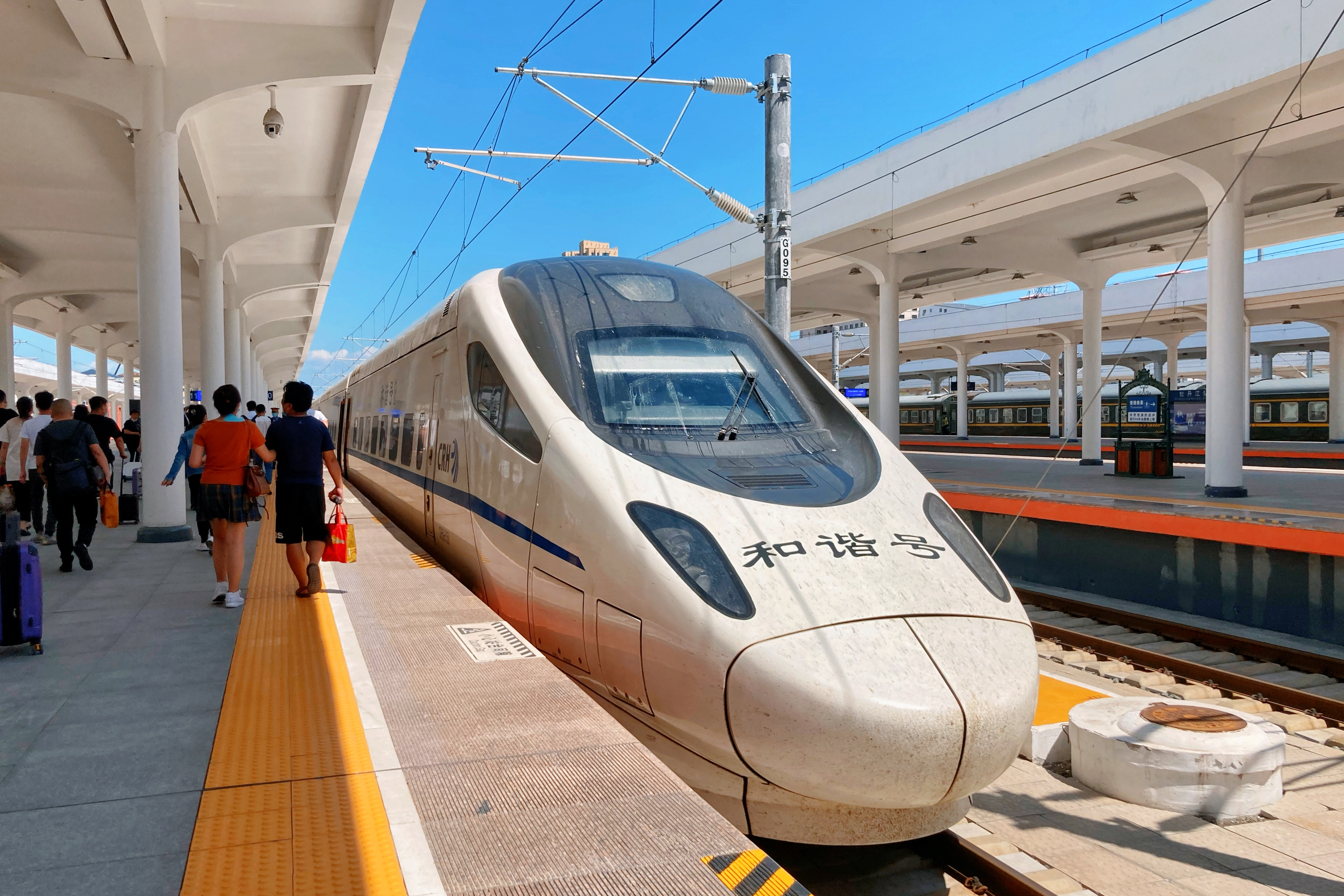
车站站台

牡丹江站客运车场高速、普速站场分场布置，共有其中1-7站台（南侧）为普速场，8-14站台（北侧）为高速场，全部工程于2021年10月竣工，并于牡佳高铁开通运营前投入使用。

### 货运车场
牡丹江站货运车场为二级四场站型，位于客运站场西侧。其中下行调车场14条调车线（含6条编发线），直通场设有2条正线和2条直通线，上行到发场设8条到发线，并引出图佳货线往图们方向。三场并列布置，位于站场东侧。
上行调车场设有16条调车线（含编发线9条），下行到达场设有1条正线和5条到发线。两场并列布置，位于站场西侧。

### 富江场
原图佳铁路富江镇站于2015年5月划归车站，称为牡丹江站富江场，主要承担图佳线列车接发工作。
因哈牡客运专线工程占用部分本站及邻近牡丹江机务段站场设施，车站进行重建工程，新建信号楼，于2017年启用。

## 旅客列车目的地
| 目的地地区 | 列车终到目的地 |
| ---------- | --- |
| 东北地区   | 哈尔滨站、哈尔滨西站、齐齐哈尔站、齐齐哈尔南站、双鸭山西站、七台河西站、鸡西西站、佳木斯站、绥芬河站、鸡西站、七台河站、密山站、东方红站、东京城站、斗沟子站、漠河站、鹤北站、虎林站、长春站、长白山站、沈阳北站、丹东站、大连站、大连北站、通辽站 |
| 华北地区   | 北京站、北京朝阳站、石家庄站 |
| 中南地区   | 广州白云站 |
| 华东地区   | 日照站、杭州站 |